# Élection présidentielle roumaine de 2024
L'élection présidentielle roumaine de 2024 a lieu une première fois le 24 novembre 2024 avec un second tour prévu le 8 décembre suivant. Ce dernier est cependant annulé du fait de l'invalidation des résultats du premier tour. Un nouveau scrutin a lieu les 4 et 18 mai 2025.
L'élection vise à élire le président de la Roumanie. Le chef de l'État sortant, Klaus Iohannis, issu du Parti national libéral (PNL), n'est pas éligible à un nouveau mandat, la Constitution de 1991 limitant à deux le nombre de mandats présidentiels. L'annulation du premier tour de novembre 2024 le conduit néanmoins à prolonger son mandat de plusieurs semaines, avant la prestation de serment de son successeur.
L'élection voit la qualification surprise du candidat indépendant pro-russe Călin Georgescu, qui arrive en tête du premier tour. Il est alors prévu qu'il affronte la candidate europhile de l'Union sauvez la Roumanie (USR), Elena Lasconi. Premier ministre et dirigeant du Parti social-démocrate (PSD), Marcel Ciolacu, favori des sondages, est éliminé de justesse. Des élections parlementaires ont lieu la semaine suivante, avec une percée des partis nationalistes.
À deux jours du second tour, la Cour constitutionnelle annule le processus électoral, invoquant l'usage du réseau social TikTok comme outil de campagne en faveur de Georgescu. Cette décision inédite est dénoncée par ce dernier – en tête dans les intentions de vote –, qui parle de coup d'État, ainsi que par son adversaire Elena Lasconi, mais est saluée par le président sortant Iohannis et par le Premier ministre Ciolacu. La controverse et la menace d'une destitution pousse le président Iohannis à démissionner en février 2025. Une nouvelle élection présidentielle se tient en mai 2025 remportée par Nicușor Dan.

## Contexte

### Fonction présidentielle
La Constitution roumaine de 1991 donne à son président une place essentielle dans la cadre d'un régime semi-présidentiel.
Élu au suffrage universel direct dans un scrutin uninominal majoritaire à deux tours, il nomme aux fonctions civiles et militaires, est le chef des armées et le représentant de la Roumanie à l'international, désigne le Premier ministre, peut dissoudre la Chambre des députés, qui en retour ne peut, si elle veut le destituer, que provoquer un référendum (ce qui a été tenté deux fois contre Traian Băsescu mais a échoué). Le Parlement (Chambre des députés et Sénat) peut également l'accuser de haute trahison et le faire renvoyer devant la Haute cour de cassation et de justice.

### Réélection de Klaus Iohannis et gouvernement Orban

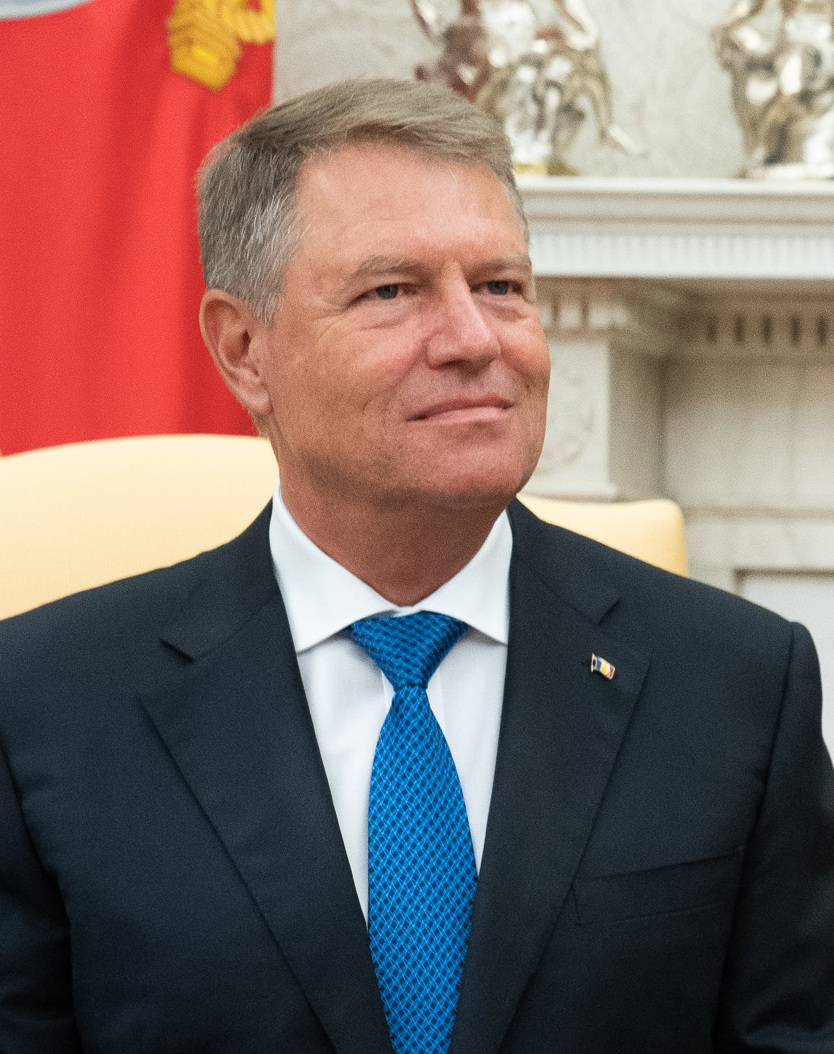
Klaus Iohannis

Bénéficiant du rejet du Parti social-démocrate (PSD), empêtré dans des scandales de corruption, le président sortant Klaus Iohannis, candidat du Parti national libéral, remporte haut la main le second tour de l'élection présidentielle roumaine de 2019 face à l'ancienne Première ministre Viorica Dăncilă. Cette réélection a lieu près d'un mois après l'entrée en fonction du nouveau Premier ministre libéral Ludovic Orban.
Le gouvernement Orban I est renversé le 5 février 2020 par une motion de censure déposée par l'opposition sociale-démocrate, qui s'oppose au projet de loi de réforme du Code électoral prévoyant le rétablissement du scrutin à deux tours pour l'élection des maires. La motion recueille 261 suffrages favorables, soit 28 de plus que le minimum requis.
Le 6 février, Orban est chargé de former un nouveau gouvernement. Le projet de réforme du système électoral et la reconduction d'Orban sont une stratégie du président Iohannis pour obtenir des législatives anticipées,. Le 24 février, la Cour constitutionnelle demande à Iohannis de nommer un autre Premier ministre.
Dans le cadre de la pandémie de Covid-19, les différents partis rallient la proposition de ne pas tenir d'élections anticipées et privilégient la mise en place d'un gouvernement de plein exercice. Le 13 mars, Ludovic Orban est de nouveau chargé de former un gouvernement. Le Parlement, réuni en séance commune le 14 mars, vote la confiance au gouvernement Orban II. Cette investiture, à peine 24 h après la désignation d'Orban, constitue un record depuis la chute du communisme. L'assermentation des ministres, prévue le soir même au palais Cotroceni, est soumise à des mesures sanitaires particulières dans la mesure où la plupart des ministres se sont placés en confinement après qu'un député du PNL a été testé positif à la Covid-19.

### Gouvernement Cîțu
Le PSD arrive en tête des élections parlementaires roumaines de 2020, mais sans majorité absolue ni de partenaire pour former un gouvernement,.
Le Premier ministre Ludovic Orban démissionne dès le lendemain du scrutin au vu de l'échec de son parti à décrocher la première place. Cristian Ghinea, un des ténors de l'USR-PLUS, invite le PNL à des discussions pour la formation d'un gouvernement, mais indique également que son parti n'acceptera pas n'importe quels ministères.
Le PNL, après une rencontre entre Ludovic Orban et le président de la République Klaus Iohannis, choisit le ministre des Finances publiques Florin Cîțu comme candidat au poste de Premier ministre, tandis qu'Orban est proposé pour occuper la présidence de la Chambre des députés. Il est ainsi préféré au Premier ministre par intérim Nicolae Ciucă — l'alliance USR-PLUS s'opposant au choix d'un militaire pour conduire le gouvernement — et au ministre des Fonds européens Ioan-Marcel Boloș. Le PSD décide pour sa part de proposer la candidature du technocrate Alexandru Rafila, candidat sur ses listes et expert en santé, tandis qu'USR-PLUS confie ce rôle à Dacian Cioloș. L'USR-PLUS se montre disposé à accepter la candidature de Cîțu, en échange de la présidence de la Chambre pour Dan Barna.
Cependant, le 18 décembre, les trois partis se mettent d'accord sur un gouvernement de coalition dirigé par Cîțu, avec huit ministre pour le PNL, sept pour l'USR-PLUS et trois pour l'UDMR. Orban obtient comme prévu la présidence de la Chambre des députés, et l'USR-PLUS celle du Sénat pour Anca Paliu Dragu. Le 23 décembre, le nouveau gouvernement est investi avec 260 voix pour et 186 contre.

### Coalition PNL-PSD
Une motion de censure, déposée par le PSD, est votée à l'encontre du gouvernement Cîțu le 5 octobre 2021 suivant par le Parlement, avec le soutien de l'Union sauvez la Roumanie (USR) — précédemment membre de la coalition gouvernementale — et de l'Alliance pour l'unité des Roumains (AUR).
Le 12 novembre, après plusieurs semaines de négociations, le PNL, le PSD et l'UDMR concluent une entente de base pour la formation d'un gouvernement de coalition, alors que des questions restent à résoudre, comme le nom du Premier ministre ou le principe d'une rotation à la tête du gouvernement. Un accord de coalition est obtenu le 21 novembre sur le principe d'une rotation entre les deux partis après 18 mois entre Nicolae Ciucă et le président du PSD, Marcel Ciolacu, ainsi que sur la répartition des ministères.
Le lendemain, Ciucă est désigné Premier ministre, recevant le soutien du PNL, du PSD et de l'UDMR lors des consultations présidentielles,. Le 23 novembre, conformément à l'accord de coalition, Ciolacu est élu président de la Chambre des députés, tandis que Cîțu devient président du Sénat. Présenté aux députés et sénateurs réunis le 25 novembre, le gouvernement remporte le vote de confiance du Parlement par 318 voix pour et 126 contre, la majorité requise étant d'au moins 234 voix, puis prête serment dans la foulée.
Comme convenu dans l'accord de coalition, Nicolae Ciucă démissionne le 12 juin 2023. Le 13 juin, Marcel Ciolacu est chargé de former un gouvernement. Il présente sa composition le jour même. Présenté aux députés et sénateurs le 15 juin, le gouvernement remporte le vote de confiance par 290 voix pour et 95 contre, puis est assermenté le jour même.

### Invalidation de la candidature de Diana Iovanovici-Șoșoacă
Le 6 octobre 2024, la Cour constitutionnelle invalide par cinq avis sur neuf la candidature de l'ancienne sénatrice puis députée européenne d'extrême droite Diana Iovanovici-Șoșoacă. Celle-ci, controversée pour ses propos conspirationnistes, ultranationalistes, antivax, pro-russes, anti-américains, anti-ukrainiens, antisionistes et antisémites, et son style « excentrique » agressif et vulgaire, se pose en défenseure du peuple roumain face aux « élites ». Elle prône la création d'une Grande Roumanie, en annexant notamment des territoires ukrainiens. Elle est longtemps classée troisième dans les sondages de la présidentielle,.
Le 8 octobre, alors que la décision est contestée par de nombreuses personnalités politiques de part et d'autre de l'échiquier politique, qui craignent que cette décision ne crée un précédent, la Cour constitutionnelle la motive par le fait qu'elle « remet en question et ignore l'obligation de respecter la Constitution par son discours public appelant à la suppression des valeurs et des choix fondamentaux de l'État, à savoir l'adhésion à l'UE et à l'OTAN ». Pour sa part, le président du PNL et candidat à la présidentielle Nicolae Ciucă annonce retirer son soutien au gouvernement de coalition formé avec le PSD. Il accuse celui-ci d'avoir influencé la décision de la Cour, quatre des juges ayant voté en faveur de l'exclusion ayant été nommés par le PSD.

## Mode de scrutin
Le président de la Roumanie est élu au scrutin uninominal majoritaire à deux tours pour un mandat de cinq ans renouvelable une seule fois. Est élu le candidat qui réunit la majorité absolue des suffrages du total des électeurs inscrits sur les listes électorales. À défaut, un second tour est organisé entre les deux candidats arrivés en tête, et celui recueillant le plus de suffrages est déclaré élu,.
Les résultats sont validés par la Cour constitutionnelle. Le président élu prête ensuite serment devant la Chambre des députés et le Sénat, réunis en séance commune.

## Candidatures

### Officielles
| Candidat                     | Candidat | Fonctions | Parti        |
| ---------------------------- | -------- | --- | ------------ |
| Ana Birchall (51 ans)        |          | Députée (2012–2020) Ministre de la Justice (2017 ; 2019) | Indépendante |
| Marcel Ciolacu (56 ans)      |          | Premier ministre (depuis 2023) Député (depuis 2012) Président de la Chambre des députés (2019-2020 ; 2021-2023) Vice-Premier ministre (2017-2018)                       | PSD          |
| Nicolae Ciucă (57 ans)       |          | Président du Sénat (depuis 2023) Sénateur (depuis 2020) Premier ministre (2020 ; 2021-2023) Ministre de la Défense (2019-2021) Chef d'état-major de l'armée (2015-2019) | PNL          |
| Cristian Diaconescu (65 ans) |          | Ministre des Affaires étrangères (2008-2019 ; 2012) Sénateur (2004-2012) Ministre de la Justice (2004)                                                                  | Indépendant  |
| Mircea Geoană (66 ans)       |          | Secrétaire général délégué de l'OTAN (2019-2024) Sénateur (2004-2016) Président du Sénat (2008-2011) Ministre des Affaires étrangères (2000-2004)                       | Indépendant  |
| Călin Georgescu (62 ans)     |          | | Indépendant  |
| Hunor Kelemen (57 ans)       |          | Député (depuis 2000) Vice-Premier ministre (2020-2023) Ministre de la Culture (2009-2012 ; 2014)                                                                        | UDMR/RMDSZ   |
| Elena Lasconi (52 ans)       |          | Maire de Câmpulung (depuis 2020) | USR          |
| Alexandra Păcuraru (38 ans)  |          | | ADN          |
| Sebastian Popescu (42 ans)   |          | | NRP          |
| Silviu Predoiu (66 ans)      |          | Chef du Serviciul de Informații Externe (2006-2007) | PLAN         |
| George Simion (38 ans)       |          | Député (depuis 2020) | AUR          |
| Cristian Terheș (45 ans)     |          | Député européen (depuis 2019) | PNCR         |

### Retirée
| Candidat               | Candidat | Fonctions | Parti |
| ---------------------- | -------- | --- | ----- |
| Ludovic Orban (61 ans) |          | Député (2012-2016 ; depuis 2020) Président de la Chambre des députés (2020-2021) Premier ministre (2019-2020) Ministre des Transports (2007-2008) | FD    |

## Campagne
Durant la campagne, morose, un seul débat a lieu entre les candidats, à l'exception de Nicolae Ciucă et Marcel Ciolacu, qui n'y participent pas. Des sujets d'importance pour les citoyens, comme la santé, l'éducation ou encore la lutte contre la corruption, n'ont pas été traités.

### Călin Georgescu

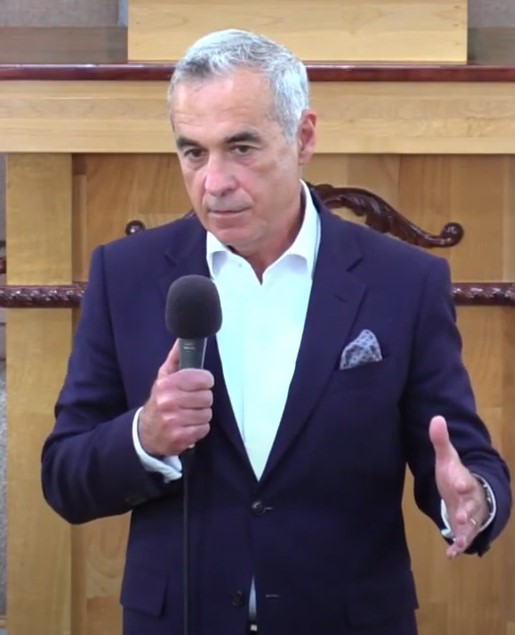
Călin Georgescu.

Călin Georgescu participe au scrutin comme candidat indépendant après avoir réussi à obtenir les 100 000 parrainages nécessaires, alors qu'il n'est soutenu par aucun parti politique.
Il fait alors campagne sur TikTok, où son compte possède 3,4 millions d'abonnés. À l'instar de Vladimir Poutine, il apparaît dans des vidéos où il se met en scène en train de pratiquer du judo, dont il est ceinture noire, la natation, l'équitation, le marathon, en costume traditionnel, ou encore à l'église,,,. À quelques jours du scrutin, alors que des publications soutenant sa candidature inondent les réseaux sociaux, la commission électorale fait supprimer une bonne partie d'entre elles du fait de l'absence du code d'identification réglementaire.
Il mène une campagne centrée sur la nécessité de mettre fin aux aides militaires pour l'Ukraine, victime d'une invasion russe depuis 2022. En politique intérieure, il propose un soutien aux agriculteurs et une réduction de la dépendance de la Roumanie aux importations pour augmenter la production nationale de produits alimentaires et énergétique. Il axe également sa campagne sur la défense des valeurs familiales traditionnelles et de l'Église orthodoxe.

### Mircea Geoană

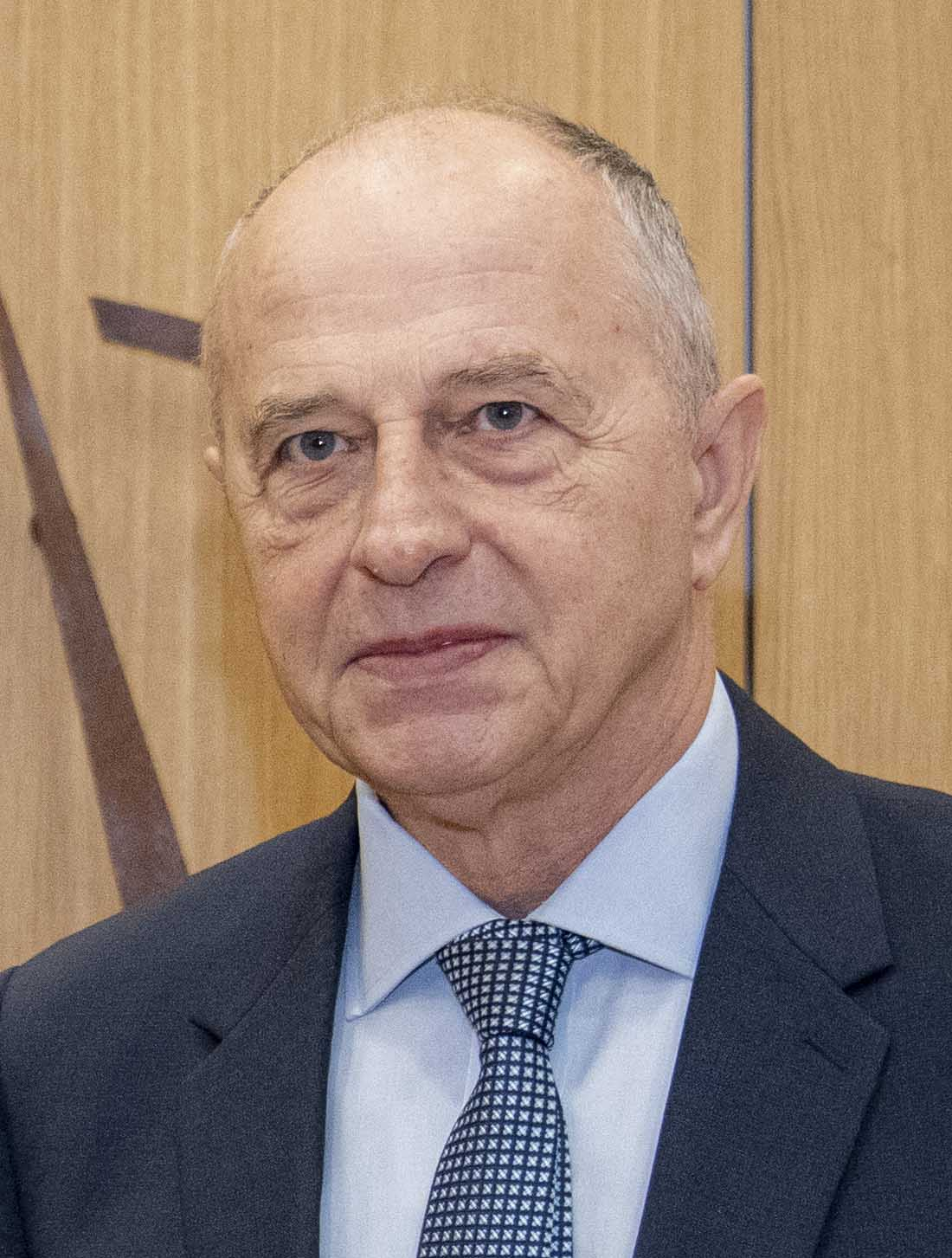
Mircea Geoană

Initialement favori des sondages, voire au coude-à-coude avec le Premier ministre Marcel Ciolacu,,,, l'ancien secrétaire général délégué de l'OTAN Mircea Geoană est d'abord accusé, en juillet 2024, d'avoir plagié sa thèse de doctorat.
Il connaît une importante chute dans les enquêtes d'opinion après des révélations, en octobre 2024, du site d'investigation context.ro sur les liens de Rareș Mănescu, qui fait campagne pour Geoană, et la Russie. En réaction, Geoană accuse à tort context.ro d'être financé par l'homme d'affaires et opposant russe Mikhaïl Khodorkovski, qui a dénoncé ces liens. Le média est en fait subventionné par des fonds de l'Union européenne.
Par la suite, dans le cadre d'autres controverses, il est accusé d'avoir payé les services de Tal Hanan pour mettre en place une ferme à trolls, tandis que sa fille est accusée d'avoir imité le discours de campagne de la nièce de Donald Trump. Enfin, il fait l'objet de suspicions de financement illégal de sa campagne électorale.
À la fin de la campagne, il déclare que l'Ukraine devrait faire des concessions territoriales à la Russie.

### George Simion
Par ailleurs, alors que Georges Simion prône l'union avec la Moldavie et la fin de l'aide à l'Ukraine, ces deux pays lui ont interdit d'entrer sur leur territoire. Outre ses positions pro-russes, qui lui ont valu d'être accusé d'être un espion à la solde de Moscou, ce fervent orthodoxe se montre hostile aux LGBT, aux migrants et aux minorités en général.

### Elena Lasconi
Bien qu'issue d'un parti libéral, Elena Lasconi se compare à l'ancien président américain Ronald Reagan. Durant la campagne, elle commet des approximations sur le fonctionnement de l'OTAN, les membres du Conseil de sécurité de l'ONU, ou encore sur les positions géopolitiques de la Roumanie au Proche-Orient.

#### Premier tour

Évolution des sondages en vue du premier tour.

## Sondages

### Scrutin de 2024

#### Second tour
| Date                | Institut/ Demandeur | Échantillon |           |         | Indécis ou abstention |
| Date                | Institut/ Demandeur | Échantillon | Georgescu | Lasconi | Indécis ou abstention |
| ------------------- | ------------------- | ----------- | --------- | ------- | --------------------- |
| Date                | Institut/ Demandeur | Échantillon |           |         | Indécis ou abstention |
| 2-4 décembre 2024   | AtlasIntel          | 3 102       | 47,0 %    | 43,0 %  | 9,2 %                 |
| 1er décembre 2024   | Curs                | 2 4629      | 57,8 %    | 42,2 %  | -                     |
| 27-29 novembre 2024 | Sociopol            | 1 000       | 60,0 %    | 40,0 %  | -                     |
| 26-28 novembre 2024 | AtlasIntel          | 2 116       | 45,3 %    | 47,5 %  | 7,3 %                 |

## Résultats

### Résultats globaux
|                          | Călin Georgescu          | Indépendant              | 2 120 401  | 22,94 |  |  |
|                          | Elena Lasconi            | USR                      | 1 772 500  | 19,18 |  |  |
|                          | Marcel Ciolacu           | PSD                      | 1 769 760  | 19,15 |  |  |
|                          | George Simion            | AUR                      | 1 281 325  | 13,86 |  |  |
|                          | Nicolae Ciucă            | PNL                      | 811 952    | 8,79  |  |  |
|                          | Mircea Geoană            | Indépendant              | 583 898    | 6,32  |  |  |
|                          | Hunor Kelemen            | UDMR/RMDSZ               | 416 353    | 4,50  |  |  |
|                          | Cristian Diaconescu      | Indépendant              | 286 842    | 3,10  |  |  |
|                          | Cristian Terheș          | PNCR                     | 95 782     | 1,04  |  |  |
|                          | Ana Birchall             | Indépendante             | 42 853     | 0,46  |  |  |
|                          | Ludovic Orban            | FD                       | 20 089     | 0,22  |  |  |
|                          | Sebastian Popescu        | NRP                      | 14 683     | 0,16  |  |  |
|                          | Alexandra Păcuraru       | ADN                      | 14 502     | 0,16  |  |  |
|                          | Silviu Predoiu           | PLAN                     | 11 246     | 0,12  |  |  |
|                          |                          |                          |            |       |  |  |
| Votes valides            | Votes valides            | Votes valides            | 9 242 186  | 97,64 |  |  |
| Votes blancs et nuls     | Votes blancs et nuls     | Votes blancs et nuls     | 223 071    | 2,36  |  |  |
| Total                    | Total                    | Total                    | 9 465 257  | 100   |  |  |
| Abstention               | Abstention               | Abstention               | 8 543 223  | 47,44 |  |  |
| Inscrits / participation | Inscrits / participation | Inscrits / participation | 18 008 480 | 52,56 |  |  |

### Représentation géographique des résultats

Résultats du 1er tour par județe.
Résultats du 1er tour par communes.

## Analyse et conséquences

### Analyse
Le candidat indépendant d'extrême droite Călin Georgescu provoque la surprise en arrivant en tête avec près de 23 % des suffrages au premier tour malgré une absence presque totale dans la campagne, où il privilégie une présence sur les réseaux sociaux tels que TikTok, plutôt que les débats télévisés ou les médias traditionnels,. Sa qualification est perçue comme un choc pour la classe politique, les sondages le plaçant jusqu'à présent loin derrière ses concurrents avec des estimations à un seul chiffre. Nationaliste, russophile et eurosceptique très peu connu du grand public bien que proche de l'Alliance pour l'unité des Roumains (AUR), il avait perdu le soutien de cette dernière en 2021 après ses critiques de l'Union européenne et de l'OTAN. 
Son ultranationalisme l'avait par ailleurs amené à faire l'apologie de figures fascistes et antisémites roumaines telles que le dictateur Ion Antonescu et le fondateur de la Garde de fer, Corneliu Codreanu, au point de faire l'objet en 2020 d'une procédure pénale pour « promotion de personnes coupables de génocide ». Son retour en politique lors de la campagne électorale s'était initialement basé sur son soutien au monde rural et à la souveraineté alimentaire, en lien avec son parcours professionnel au sein de l'Institut national de recherche-développement dans le domaine de l'érosion des sols. Il se fait cependant surtout remarquer pour ses positions anti-OTAN et anti-ukrainienne dans le contexte de l'invasion de cette dernière par la Russie, dont il rejette la responsabilité sur l'Ukraine et appelle à provoquer la « paix » en lui retirant tout soutien. Au soir du scrutin, il déclare ainsi « Ce soir, le peuple roumain a crié pour la paix. Et il a crié très fort, extrêmement fort. ». Le candidat aurait capitalisé sur une image d'homme intègre, sérieux et patriote, ainsi que sur un besoin de « fierté et de dignité » face à une politique étrangère jugée trop soumise à l'OTAN par une partie de l'électorat. L'emballement dont il bénéficie de manière virale sur TikTok en promettant « paix et tranquillité » aurait été alimenté par une montée du vote anti-système ainsi que par la désinformation menée en ligne par la Russie,,,.
Europhile novice en politique, la candidate de l'Union sauvez la Roumanie (USR), Elena Lasconi se qualifie quant à elle de justesse en battant le Premier ministre Marcel Ciolacu, du Parti social-démocrate (PSD), pourtant favori des sondages. Les sondages de sortie des urnes placent initialement Ciolacu en tête du scrutin,, ce qui l'amène à remercier ses électeurs, affirmant que le résultat est « clair comme de l’eau de roche ». Au fur et à mesure du dépouillement, Călin Georgescu, jusqu'alors deuxième, vire cependant en tête, devant Ciolacu, avant que la remontée d'Elena Lasconi ne le place finalement en troisième place, l'excluant ainsi du ballotage. Malgré un écart final de quelques milliers de voix qui l'amène à appeler à la prudence avant de déclarer les vainqueurs, Ciolacu décide rapidement de ne pas contester les résultats. Il reconnait ainsi sa défaite au lendemain du scrutin et annonce sa démission de la direction du PSD. 
La grande coalition réunissant les deux principales forces historiques du pays — PSD et Parti national libéral (PNL) — au sein du gouvernement Ciolacu I aurait créé un vide politique et indirectement conduit à une montée des candidats antisystème. Arrivé cinquième, le candidat du PNL Nicolae Ciucă, aurait par ailleurs subi la chute de popularité du président sortant Klaus Iohannis, provoquée par la polémique sur ses nombreux et coûteux déplacements à l'étranger. Il démissionne lui aussi de la tête de son parti. C'est la première fois depuis la chute du communisme dans le pays en 1989 que le second tour d'une élection présidentielle a lieu en l'absence de candidat du PSD, du PNL, ou du prédécesseur de ce dernier, le Parti démocrate-libéral,.
Figure de l’extrême droite jugée susceptible de se qualifier pour le ballotage, George Simion (AUR) arrive quant à lui quatrième. Sa campagne, focalisée sur les classes populaires particulièrement touchées par la forte hausse de l'inflation avec des discours « passionnés » mêlant mysticisme et conspirationnisme, aurait pâti de ses tentatives de se donner une image de modéré, provoquant le désenchantement des électeurs les plus radicaux. Il félicite Georgescu au lendemain du premier tour, se réjouissant qu'un « souverainiste » se soit qualifié. Les résultats des deux hommes marquent la percée des candidats antisystème et — d'une manière générale — de l'extrême droite dans le pays, dans un contexte de forte inflation et de tensions géopolitiques qui provoquent des craintes d'un élargissement du conflit russo-ukrainien à la Roumanie. « Grande gagnante » de la présidentielle, celle-ci se place en position de créer un effet d'emballement en amont des élections parlementaires organisées le 1er décembre,.
La percée de Georgescu, crédité au mieux de 8 % dans les sondages, est une surprise. Selon le sociologue Gelu Duminica, celui-ci a bénéficié d'une posture de « sauveur » auprès des électeurs. Par ailleurs, du fait que sa percée n'ait pas été anticipée, il a été épargné par les critiques et son « parcours n'a pas été disséqué », contrairement à d'autres candidats.
Pour le politologue Jean-Michel De Waele, les partis opposés à l'extrême droite ont des réserves de voix importantes. Cependant, l'attitude de l'électorat du PSD est l'une des inconnues du second tour. En effet, celui-ci, rural pourrait être tenté de voter pour l'extrême droite. L'une des questions serait, selon De Waele, dans quelles proportions ces électeurs voteraient pour Lasconi ou Georgescu.

### Annulation du scrutin
À partir du 25 novembre, des milliers de personnes manifestent dans les rues contre Georgescu. Le 26, le Conseil national de l'audiovisuel de la Roumanie demande à la Commission européenne d'ouvrir une enquête sur des soupçons d'utilisation inappropriée de TikTok pour promouvoir la candidature de Georgescu. Pour sa part, Lasconi, qui a été la cible de faux comptes publiant sous ses publications des appels à voter pour son concurrent, saisit six institutions étatiques dont la justice et les services de renseignements, qu'elle appelle à enquêter sur la campagne de Georgescu. La viralité acquise par les publications de Georgescu ne serait pas possible sans argent selon des experts, alors que la loi fixe un plafond à ne pas dépasser, et que Georgescu affirme ne pas avoir dépensé d'argent. En réaction, TikTok affirme être « extrêmement vigilant » face aux manipulations du réseau social pour des raisons politiques. Le 27 novembre, la commission électorale (AEP) annonce saisir le procureur au sujet de l'origine des fonds ayant servi à promouvoir la candidature de Georgescu sur TikTok . Elle appelle aussi à vérifier si les comptes d'influenceurs ont reçu des fonds de comptes de campagne de candidats, et à enquêter sur les affiches de campagnes placardées qui ne contiennent pas l'identification de leurs commanditaires. De leur côté, deux influenceurs admettent avoir été payés. L'un d'eux affirme cependant que le but était d'appeler à voter lors du scrutin sans soutenir de candidat, et de décrire le candidat idéal, puis que des faux comptes sont venus poster des appels à voter pour Georgescu sous ces publications.
Le Conseil suprême de la défense nationale (CSAT) se réunit le 28 novembre. Celui-ci dénonce une cyberattaque contre le processus électoral et réclame des « mesures urgentes ». Peu avant, la Cour constitutionnelle est saisie de deux demandes d'annulation du premier tour émanant de deux candidats. Le recours de Sebastian Constantin Popescu dénonce le financement de la campagne de Georgescu. Celui de l'homme politique d'extrême droite Cristian Terheș dénonce les appels à voter de l'USR en faveur de Lasconi, après la clôture de la campagne officielle, notamment en direction des électeurs de la diaspora au Canada et aux États-Unis, où le vote avait encore lieu après la clôture des bureaux de vote en Roumanie, ainsi que la faible différence de voix entre Ciolacu et Lasconi. Il soupçonne aussi la comptabilisation de voix d'Orban en faveur de Lasconi. Il dénonce également l'usage de bots pour promouvoir la candidature de Georgescu le jour du vote. La Cour constitutionnelle rejette la première car déposée hors délais, et ajourne le traitement de la seconde au lendemain tout en réclamant des documents au CSAT. En attendant, la Cour ordonne le recomptage de l'ensemble des suffrages,. La commission électorale annonce que le recomptage sera achevé le 1er décembre. Pour sa part, s'il soutient la demande de recomptage, Ciolacu annonce que s'il est repêché, il se retirera de la présidentielle. Le jour même, l'autorité de régulation du secteur des médias et du numérique (Ancom) propose le blocage de TikTok durant le déroulement de l'enquête,. Le 29 novembre, la Cour constitutionnelle ajourne l'audience au 2 décembre. Le recours est alors rejeté.
Selon une enquête d'Antena 3 CNN, réalisée par la journaliste d'investigation Carmina Pricopie, l'équipe de campagne de Georgescu a commencé à se réunir dès 2023 sur Telegram, puis 5000 comptes de soutien à Georgescu ont été créés par une entreprise qui a ensuite disparu.
Marcel Ciolacu se montre favorable à un gouvernement du PSD avec le PNL et l'USR, les instances de son parti indiquant cependant que celui-ci n'annoncera le nom du candidat qu'il soutiendra qu'à l'issue des législatives. Celles-ci devraient profiter à l'USR et à l'extrême droite. Le 2 décembre, le PSD ne donne initialement pas de consigne de vote.
Le 4 décembre, avec l'accord du président Klaus Iohannis, le CSAT déclassifie des documents qui montrent l'implication de la Russie dans une manipulation du scrutin en faveur de Georgescu. Ainsi, deux semaines avant le scrutin, 25 000 comptes TikTok, difficiles à identifier, ont participé à cette campagne. Leurs utilisateurs se sont coordonnés sur Discord et Telegram pour échapper aux politiques de modération de la plateforme. De plus, la société sud-africaine FA Agency a incité des influenceurs à faire campagne pour Georgescu, et ont été payés, notamment par l'influenceur Bogpr, qui a déboursé un million d'euros. Par ailleurs, des cas d'achats de voix sont aussi à relever, ainsi que des attaques informatiques semblables à celles peu avant l'invasion de l'Ukraine par la Russie. Aussi, des sectes d'extrême droite, criminelles et religieuses, qui ont par le passé propagé des discours pro-russes, antisémites, anti-OTAN ou anti-Ukraine, ont également participé à la campagne,. Le ministère roumain des Affaires étrangères a également informé les autres chancelleries occidentales. Le parquet général dit examiner ces éléments, avant d'ouvrir une enquête le lendemain. Le jour même, le PSD, l'UDMR, le PNL et l'USR annoncent la signature d'un accord de coalition pour former le prochain gouvernement et pour soutenir la candidature d'Elena Lasconi au second tour. Ciolacu soutient lui-même la candidate et affirme que cette décision fait suite aux révélations de la journée.
Le 5 décembre, la Cour constitutionnelle reçoit quatre recours en annulation du scrutin. Elle annule le scrutin le 6 décembre,. Georgescu était alors favori du second tour selon des sondages,.
Parmi les candidats, seul le battu Marcel Ciolanu a salué la « seule bonne solution » face à un résultat « faussé par l’intervention de la Russie ». Călin Georgescu dénonce un coup d'État et appelle à rester confiant, tandis que Elena Lasconi condamne la décision de la Cour, affirmant qu’elle était « illégale, immorale et qu’elle écrase l’essence même de la démocratie ».
Selon le politologue Costin Ciobanu, cette annulation « historique et sans précédent » va « polariser » encore plus la société et « soulève de sérieuses questions sur la solidité des institutions », alors que l’analyste Cristian Pirvulescu indique à l’AFP que la cour a pris « une décision de bon sens » face à « un coup d'État dans les urnes ».

### Démission de Iohannis et nouvelle élection présidentielle en mai 2025
Alors qu'une nouvelle élection présidentielle est prévue les 4 et 18 mai 2025, la controverse électorale et la menace d'une procédure de destitution soutenue par le bloc d'extrême droite composé de l'Alliance pour l'unité des Roumains (AUR), de S.O.S. Roumanie (SOS), et du Parti de la jeunesse (POT), ainsi que par l'Union sauvez la Roumanie (USR),  poussent le président sortant Klaus Iohannis à démissionner le 12 février 2025. 
Sa démission intervient au moment où la motion, portée pour la troisième fois par l'USR, est en mesure d'être adoptée du fait du ralliement de quelques parlementaires du bloc pro-européen,,. Le président du Sénat, Ilie Bolojan, assure l'intérim jusqu'à l'élection présidentielle de mai 2025, remportée au second tour par Nicușor Dan sur George Simion.